# Annamária (film)
Az Annamária 1943-ban készült magyar film.

## Szereplők
- Füzessy Gábor, földbirtokos – Rajnai Gábor
- a lánya, Annamária – Szörényi Éva
- Anna néni – Vízváry Mariska
- Balázs Géza, mérnök – Szilassy László
- Boris, a házvezető – Somogyi Nusi
- Pethes Ferenc, Pethes Sándor, Makláry János

## Tartalom
Füzessy Annamária nagynénje, a Sanghajban élő Anna néni azt hiszi, hogy Anna és Mária testvérek. Annamáriának megtetszik a félreértés, s ezután szívesen játssza a kettős szerepet. Annaként modern, fiús lány, Máriaként szende nebántsvirág. Mikor Anna néni megérkezik Füzesre, s az éppen távozó házvezetőnő felvilágosítja Annamária bolondériájáról, nem fedi fel kilétét, hanem házvezetőnőnek jelentkezik Füzessyékhez. Annamária a fiatal mérnökhöz, Balázs Gáborhoz vonzódik, aki apja megbízására halastó létesítésén dolgozik. A lány kettős játéka miatt félreértések támadnak közöttük, melyeket Anna néni simít el, s a pár boldogan egymásra talál.
A film elveszett, csak pár perc maradt fenn a kópiáról.